# Hideyasu Moto
Hideyasu Moto (本秀康 ?, Moto Hideyasu; Kyoto, 3 marzo 1969) è un fumettista e illustratore giapponese.

## Biografia
Laureato presso la Kanagawa Technical High School di Yokohama (神奈川県立神奈川工業高等学校?),dipartimento di design, Moto ha iniziato a lavorare come illustratore indipendente nel 1990 e nel 1995 ha fatto il suo debutto come artista manga sulla rivista Garo . I suoi personaggi hanno caratteristiche adorabili e le sue storie sono spesso sentimentali ma inquinate quanto basta dall’inquietudine umana e dalla sua caducità da rendere ciò che appare essere esteriormente melenso amaro e crudele. Il suo stile è stato molto influenzato, tra altri, dal fumettista giapponese Shigeru Sugiura, famoso per i suoi manga comici dall'atmosfera surreale, e dall’illustratore americano Paul Brooks Davis. Negli ultimi anni la sua attività si è spostata soprattutto sull’illustrazione per spot pubblicitari, riviste, libri illustrati e altri media.

## Opere

### Pubblicate in Giappone
- Tanoshii Jinsei (  たのしい人生?), Seirin Kōgeisha, 1998, ISBN 978-4883793679.
- Moto Hideyasu Meisaku Gekijou  ( 本秀康名作劇場?), Shogakukan, 2003, ISBN 978-4091883612.
- Wild Mountain  ( ワイルドマウンテン?), vol. 8, Shogakukan, 2004.
- Moto Hideyasu no Egaku 4 Page  (  本秀康の描く4ページ 4ページマンガ大全1988～2004?), Ohta Publishing Co, 2004, ISBN 978-4872339109.
- Arnold  ( アーノルド?), Kawade Shobo Shinsha, 2007, ISBN 978-4309408347.
- Rekosuke-kun  ( レコスケくん20th Anniversary Edition?), Music Magazine  (ミュージックマガジン?), 2016, ISBN 978-4943959311.
- Age mono Buruusu  (  あげものブルース?), Akishobo, 2019, ISBN 978-4750515854.